# Andrea Bari
Andrea Bari (Senigália, 5 de março de 1980) é um jogador de voleibol da Itália que compete pelo Trentino e pela seleção italiana, com a qual conquistou a medalha de bronze nos Jogos Olímpicos de 2012.

## Principais títulos
- Campeonato Mundial de Clubes (4): 2009, 2010, 2011, 2012
- Liga dos Campeões da CEV (3): 2009, 2010, 2011
- Campeonato Italiano (3): 2008, 2011, 2013
- Copa da Itália (3): 2010, 2012, 2013
- Supercopa Italiana (1): 2011